# ベドンシン
ベドンシン（裵東信、Dong-shin Bae、 1920年6月16日〜 2008年12月10日）は、日本統治時代の朝鮮時代と大韓民国の画家である。 
韓国水彩画の先駆者。
1937年17歳にして、日本に留学して美術を学び1943年に日本川端美術学校を卒業した。日本の自由美術家協で登壇して朝鮮の独立の後、当時大韓民国ではあまり注目されなかった水彩画に一生をかけて大きな足跡を残した。以後べドンシンは韓国の水彩画の独歩的な存在となる。そして当時無視され切り下げされていた水彩画を絵画の一つのジャンルに格上げすることに寄与した。また、日本留学時代に影響を受けたエコル・ド・パリ画風を日本画風にうまく取り入れて、物の本質を塊から砕いて表現する彼独特のスキルでたユニークな画風を立てたという評価をされる。

## 一生
1947年光州で初の個展を開く。 1950年、韓国戦争勃発。 1964年、1967年、そして1969年に全羅道で水彩画個展を開く。ベドンシンは生涯、26回の個展を開き、主にソウル、東京、大阪で個展を開いた。 1968年、彼は水彩画創作家協会の初代会長になった。 1970年に彼はオ・ジホ、バクチョルギョ、ガンヨンギュン、オジェギル、キム・ヨンテ、チェヨンガプ、キム・インギュ、カンドンムンと一緒にで「黄土回」というアートグループを作った。 1972年構想前に推戴受け正会員となった。 1975年韓国水彩協会初代会長を務めた。 1973年から毎年、国立現代美術館に招待された。 1998年、故郷光州でベドンシンの水彩画60年を記念する展覧会が開かれた 2000年10月16日、大韓民国政府からの世界的な水彩画の画家という点、地域美術の発展のために尽力したことを認められ、13人の保管文化勲章受勲者の一人となった。彼は油絵のスケッチ程度と思われた水彩画を絵画のジャンルに格上げするために寄与したという点で高い評価を受けた。
彼が死亡した後、ベドンシンの遺族はベドンシンの水彩画ヌード作品を美術品オークションに出し、2017年10月25日、150万ドルのeBayの落札され韓国画家の当時としては最も高い価格を設定された。彼の作品は、大韓民国国立現代美術館に所蔵されている。
1973年には、「新東亜」1975年、1978年の「韓国美術全集の近代美術」、「韓国現代美術全集」の筆者イギョンソンは「不毛の韓国水彩画にベドンシンの存在は絶対に不可欠である。」と紹介した。 1982年9月15日の日刊紙「日刊スポーツ」で、「韓国水彩画の第一人者」とした。 1986年11月10日の日刊紙「毎日経済新聞」はベドンシンを「韓国水彩画の絶対的存在」と紹介した。1990年korean Air季刊（Vol.411990）を発刊して韓国を訪問する外国人に韓国を代表するアーティストでベドン神紹介した。

## 叙勲
- 1943年、日本の自由美術創作協会公募展入賞
- 1974年全羅南道文化賞
- 1997年第6回オ・ジホ美術賞
- 2000年のアーカイブ文化勲章

## 主な活動地域
Jeollanam-do, Boseong, Naju, Gwangju, Tokyo, Osaka, Seoul, Yeosu.